# Wilfried Peeters
Wilfried Peeters (Mol, 10 de juliol de 1964) va ser un ciclista belga, que fou professional entre 1986 i 2001. Durant la seva carrera professional aconseguí unta trentena de victòries, destacant la Gand-Wevelgem de 1994.
En retirar-se com a ciclista va continuar vinculat a aquest esport, passant a ser director esportiu de l'equip Domo-Farm Frites, el 2002 i del Quick Step des de 2003.

## Palmarès
- 1984
  - Vencedor d'una etapa al Tríptic de les Ardenes
- 1986
  - Vencedor d'una etapa a la Volta a Bèlgica amateur
  - Vencedor d'una etapa a la Volta a Limburg amateur
- 1987
  - 1r al Premi de Vrasene
- 1988
  - 1r al Premi de Zele
  - 1r a Belsele-Puivelde
  - 1r a Onze-Lieve-Vrouw Waver
- 1989
  - 1r a Belsele-Puivelde
  - 1r al Premi de Tienen
- 1990
  - 1r al Gran Premi Jef Scherens
  - 1r al Gran Premi d'Affligem
- 1991
  - 1r al Tour Midi-Pyrénées
- 1992
  - 1r a la Schaal Sels
- 1994
  - 1r a la Gant-Wevelgem
  - 1r al Critèrium de Peer
  - 1r al Premi de Tienen
- 1995
  - 1r a la Fletxa Hesbignonne
  - 1r al Premi de Dilsen
  - 1r al Premi de Viane
  - 1r al Premi de Tienen
- 1996
  - 1r al Circuit de les Ardenes flamenques - Ichtegem
- 1997
  - Vencedor d'una etapa dels Quatre dies de Dunkerque
  - 1r al Critèrium d'Arendonk (derny)
  - 1r al Premi de Dilsen
- 1998
  - 1r al Nationale Sluitingsprijs
- 1999
  - 1r a la Guldensporentweedaagse i vencedor d'una etapa
- 2001
  - 1r al Gran Premi Briek Schotte
  - 1r al Premi de Mol

### Resultats al Tour de França
- 1989. 105è de la classificació general
- 1990. 120è de la classificació general
- 1991. 95è de la classificació general
- 1993. 86è de la classificació general
- 1994. Abandona (16a etapa)
- 1995. 88è de la classificació general
- 1996. 110è de la classificació general
- 1997. 89è de la classificació general
- 1998. 68è de la classificació general

### Resultats a la Volta a Espanya
- 1988. 95è de la classificació general